# Ovando (Montana)
Ovando é uma Região censo-designada localizada no estado americano de Montana, no Condado de Powell.

## Demografia
Segundo o censo americano de 2000, a sua população era de 71 habitantes.

## Geografia
De acordo com o United States Census Bureau tem uma área de
23,7 km², dos quais 23,4 km² cobertos por terra e 0,3 km² cobertos por água. Ovando localiza-se a aproximadamente 1246 m acima do nível do mar.

## Localidades na vizinhança
O diagrama seguinte representa as localidades num raio de 52 km ao redor de Ovando.